# Martin McDonagh
Martin McDonagh (London, 1970. március 26. –) Oscar- és kétszeres Golden Globe-díjas ír-angol drámaíró filmrendező, forgatókönyvíró, producer .

## Élete
Martin McDonagh a kortárs dráma csodagyereke. 1970-ben született Londonban, ahol máig él, bár ír származású szülei időközben visszaköltöztek szülőföldjükre. 16 éves korában abbahagyta az iskolát, majd ezután tévénézéssel, valamint rádiójátékok írásával foglalatoskodott, amelyekből 22-t utasított vissza a BBC. Első darabját, a Leenane szépét (1996) nyolc nap alatt írta. Ezt a darabot Dublinban mutatták be, majd amikor 1997-ben Londonban előadták, McDonaghnak már négy darabja futott szimultán London színpadain. Ezzel kevés kortárs író dicsekedhet. A szerző különlegessége az is, hogy bár valamennyi darabja Írország nyugati részén játszódik, az író maga csak néhány nyarat töltött ott. Ennek okát a drámaíráshoz szükséges távolságtartásban jelöli meg: drámakísérletei Angliáról éppen ezért sikerületlenek.
McDonagh a Royal National Theatre háziszerzője; több díj, köztük a Award for most Promising Newcomer, Writers’ Guild Award for Best Fringe Theatre Play, Evening Standard Award for Most Promising Playwright birtokosa.

## Ír vagy angol?
McDonagh ezt mondja magáról: „Sohasem voltam nacionalista. Kiskoromban se értettem soha, hogy miért kellene büszkének lenni arra, hogy hol születtünk, vagy kulturális szempontból, hogy mit alkottak nemzetünk nagy szerzői. Ha nem magad írod meg ezeket az alkotásokat, akkor olyan távol vagy tőlük, mint egy eszkimó.” „Sokszor akartam csatlakozni különféle csoportokhoz aztán rájöttem, hogy a magam kreatív módján ugyanúgy küzdhetek mint ők, erőszak és bűncselekmények elkövetése nélkül.”
Az ő Írországa nem a megfigyelt valóság másolata, hanem egy újonnan, egyéniségén átszűrt, teremtett világ. McDonagh írjei testileg-lelkileg nyomorult, lenézettségtől szenvedő, elvágyódó vagy már minden vágyukról lemondott emberek. Az ír faluban álló nap nincs mit csinálni, csak pletykálni, önmagunkban forrni, s egy szép nap e feszültségtől szétrobbanva öldökölni. Ebben az értelemben McDonagh inkább ügyesen használja metaforaként az írséget, úgy, hogy velük jellemző kortüneteket állít színpadra. 
„Amikor ott vagyok, legszívesebben itt lennék. De amikor meg itt vagyok … nem ott lennék a legszívesebben, még jó, hogy nem. De nem is itt, az biztos.” (Leenane szépe)

## Darabjai
„Azért kezdtem csak el drámákat írni, mert minden mással kudarcot vallottam, ez volt az egyetlen irodalmi forma, amely megmaradt számomra. Tudtam, hogy nem írhatok regényeket, mert nincs hozzá elég jó stílusom. Emellett a filmkészítésről még mindig azt hiszem, nagyon kemény dolog. A színpadi művek a legegyszerűbb művészeti alkotások. Csak venni kell valami nyelvjárást, egy egyszerű kis történetet, néhány karaktert és már kész is van.”
McDonagh – saját bevallása szerint – inspirációját a televíziós és mozifilmekből szerezte, London színházi életét unalmasnak és ostobának titulálta. McDonagh magát tévéfüggőnek nevezte, és állítása szerint nem olvasott ír drámákat. Kedvenc darabja David Mamet Amerikai bölénye, de a legnagyobb hatást David Lynch, Martin Scorsese és Quentin Tarantino filmjei tették rá. 
A darabokból látszik is e tanítómesterek hatása. McDonagh szerzői szándéka is az, hogy a filmekhez hasonlóan könnyen befogadható színműveket adjon, s éppen ebben mutatkozik meg talán híres nemzedéki kiábrándultsága is. McDonagh fenti állítása ellenére, miszerint nem ismeri a klasszikus angol és ír darabokat, gyakran hasonlítják össze Synge-dzsel és O’Casey-vel. McDonagh nyelve egy tőről fakad Synge A nyugati világ bajnoka című darabjában használt nyelvével, hiszen egyik szerző sem ír lakosként, hanem kívülállóként figyelhette meg az ottaniak nyelvét.
„McDonagh született mesélő, hatalmas érzékkel a drámai szerkezet iránt.” (London Times)
Valóban, nála végtelenül precíz és gondos a drámai szerkezet, annyira, hogy az már kiszámítható. Minden története lezárt, kerek egész, amely ráadásul általában olyan motívummal végződik, amit a darab során már jó előre gondosan exponált. Nem hangozhat el szinte semmilyen apróság, ami ne nyerne később jelentőséget „Ami előadás közben lebilincselő, hatásos fordulat, az utólag belegondolva vitatható hitelességű dramaturgiai trükk.” – ahogy egyik kritikusa megjegyzi.
Arra a kérdésre, hogy vajon McDonagh mindig erőszakról és kétségbeesésről fog-e írni, a szerző – aki magát erőszakellenes anarchistának nevezi – ezt felelte: „Egyszer majd romantikus komédiákat fogok írni, amikben talán nem hal meg senki.”

## Művei

### Színdarabok
- Leenane szépe (The Beauty Queen of Leenane), 1996 (Leenane-trilógia 1.)
- Kripli (The Cripple of Inishmaan), 1996  (Aran Islands-trilógia 1.)
- Koponya Connemarában (A Skull in Connemara), 1997 (Leenane-trilógia 2.)
- Vaknyugat (The Lonesome West), 1997 (Leenane-trilógia 3.)
- Alhangya / Az inishmor-i hadnagy (The Lieutenant of Inishmoor), 2001 (Aran Islands-trilógia 2.)
- Párnaember (Pillowman), 2003
- The Banshees of Inisheer (Aran Islands-trilógia 3.)
- A Behanding in Spokane (2010)
- Hóhérok (Hangmen) (2015)
- A Very Very Very Dark Matter (2018)

## Magyarul megjelent művei
- szerk.: Upor László: Alhangya / Az inishmor-i hadnagy, Pogánytánc. Mai ír drámák; vál., ford. Hamvai Kornél, Budapest: Európa (2003)

## Díjak, jelölések
Oscar-díj
- 2006 díj: legjobb rövidfilm - Six Shooter
- 2009 jelölés: legjobb eredeti forgatókönyv - Erőszakik

BAFTA-díj
- 2009 jelölés: legjobb eredeti forgatókönyv - Erőszakik

## Filmográfia
| Év   | Magyar cím                         | Eredeti cím                               | Feladatkör | Feladatkör | Feladatkör | Megjegyzés |
| Év   | Magyar cím                         | Eredeti cím                               | Rendező    | Író        | Producer   | Megjegyzés |
| ---- | ---------------------------------- | ----------------------------------------- | ---------- | ---------- | ---------- | --- |
| 2000 |                                    | The Second Death                          | Nem        | Nem        | Vezető     | rövidfilm, a forgatókönyvet testvére, John Michael McDonagh írta |
| 2004 |                                    | Six Shooter                               | Igen       | Igen       | Nem        | rövidfilm, Oscar-díjat nyert legjobb élőszereplős rövidfilm kategóriában |
| 2008 | Erőszakik                          | In Bruges                                 | Igen       | Igen       | Nem        | első egész estés mozifilmje |
| 2011 | A Guardista                        | The Guard                                 | Nem        | Nem        | Vezető     | testvére, John Michael McDonagh írta és rendezte |
| 2012 | A hét pszichopata és a si-cu       | Seven Psychopaths                         | Igen       | Igen       | Igen       | |
| 2017 | Három óriásplakát Ebbing határában | Three Billboards Outside Ebbing, Missouri | Igen       | Igen       | Igen       | A filmet a 90. Oscar-gálán hét Oscar-díjra jelölték, ebből Frances McDormand a legjobb női főszereplő díjat, Sam Rockwell pedig a legjobb férfi mellékszereplő díjat kapta meg. |
| 2022 | A sziget szellemei                 | The Banshees of Inisherin                 | Igen       | Igen       | Igen       | |

## Szakirodalom
- Görcsi Péter: A megtévesztés dramaturgiája. Martin McDonagh drámái és filmjei; Kronosz, Pécs, 2017 (Színháztudományi kiskönyvtár)